# Deutschösterreich, du herrliches Land
Deutschösterreich, du herrliches Land ("Austria Alemana, hermoso país") es una composición patriótica austríaca, que sirvió como himno nacional de dicho país en el período de 1920 a 1929, cuando el país todavía era la Austria Alemana. Actualmente sirve como himno presidencial de Austria y como el himno de las Fuerzas Armadas de Austria.[cita requerida] La letra fue escrita por el canciller Karl Renner en 1920, mientras que la melodía fue compuesta por Wilhelm Kienzl.
La poca popularidad del himno de Renner y Kienzl implicó que el gobierno socialcristiano en funciones en 1929, solicitara al ministro del Ejército Carl Vaugoin[cita requerida] que fuese reemplazado por el himno de Kernstock Sei gesegnet ohne Ende ("Bendito seas sin fin"), aunque el cambio fue hecho con la indicación de que no se debía descartar el uso posterior del himno Renner-Kienzl. Sin embargo, no se permite expresamente su reproducción en ocasiones oficiales.